# Waldkraiburg
Waldkraiburg is een gemeente in de Duitse deelstaat Beieren, gelegen in het Landkreis Mühldorf am Inn. De stad telt 23.604 inwoners.

## Geografie

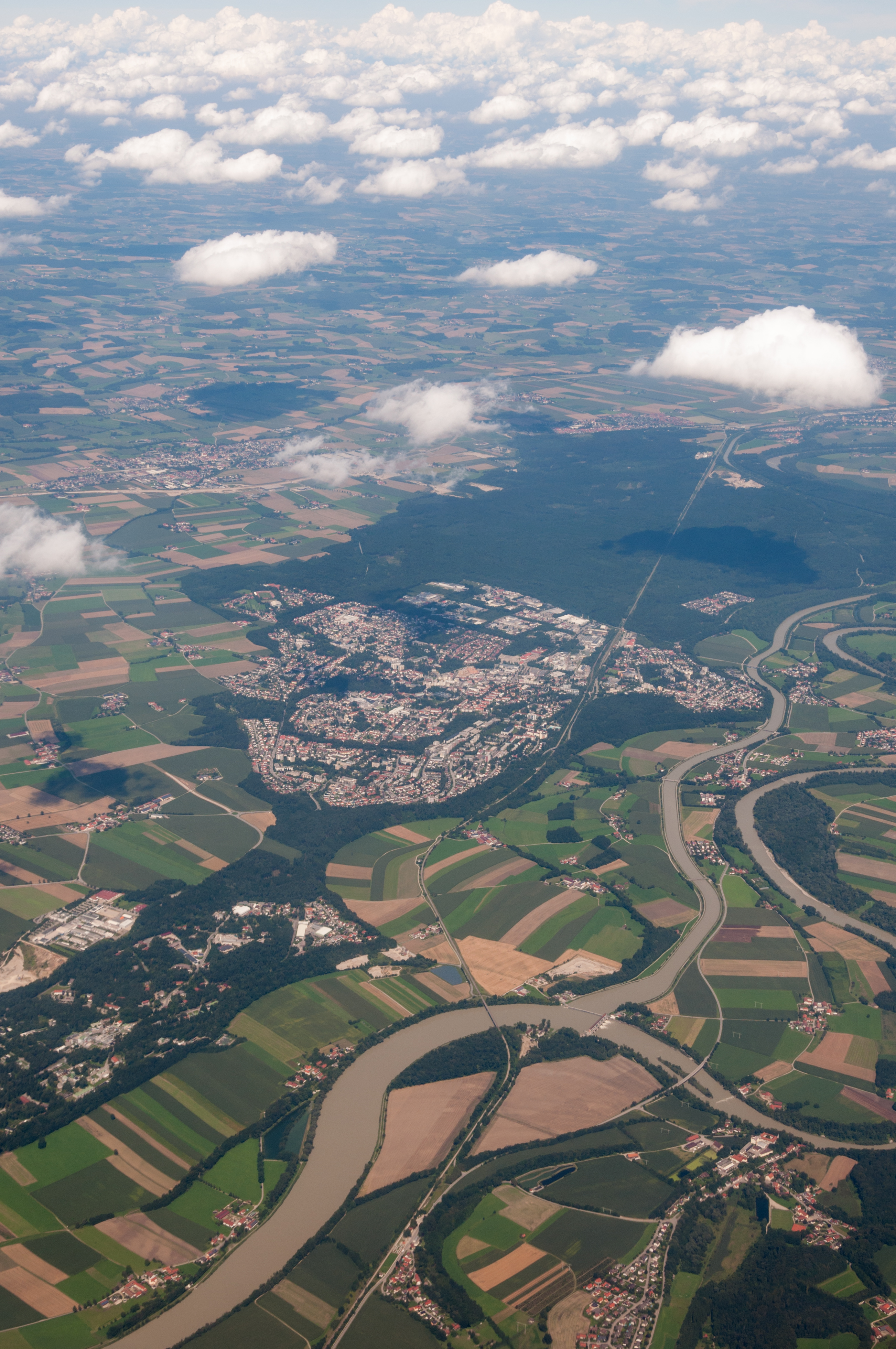
Luchtfoto (2011)
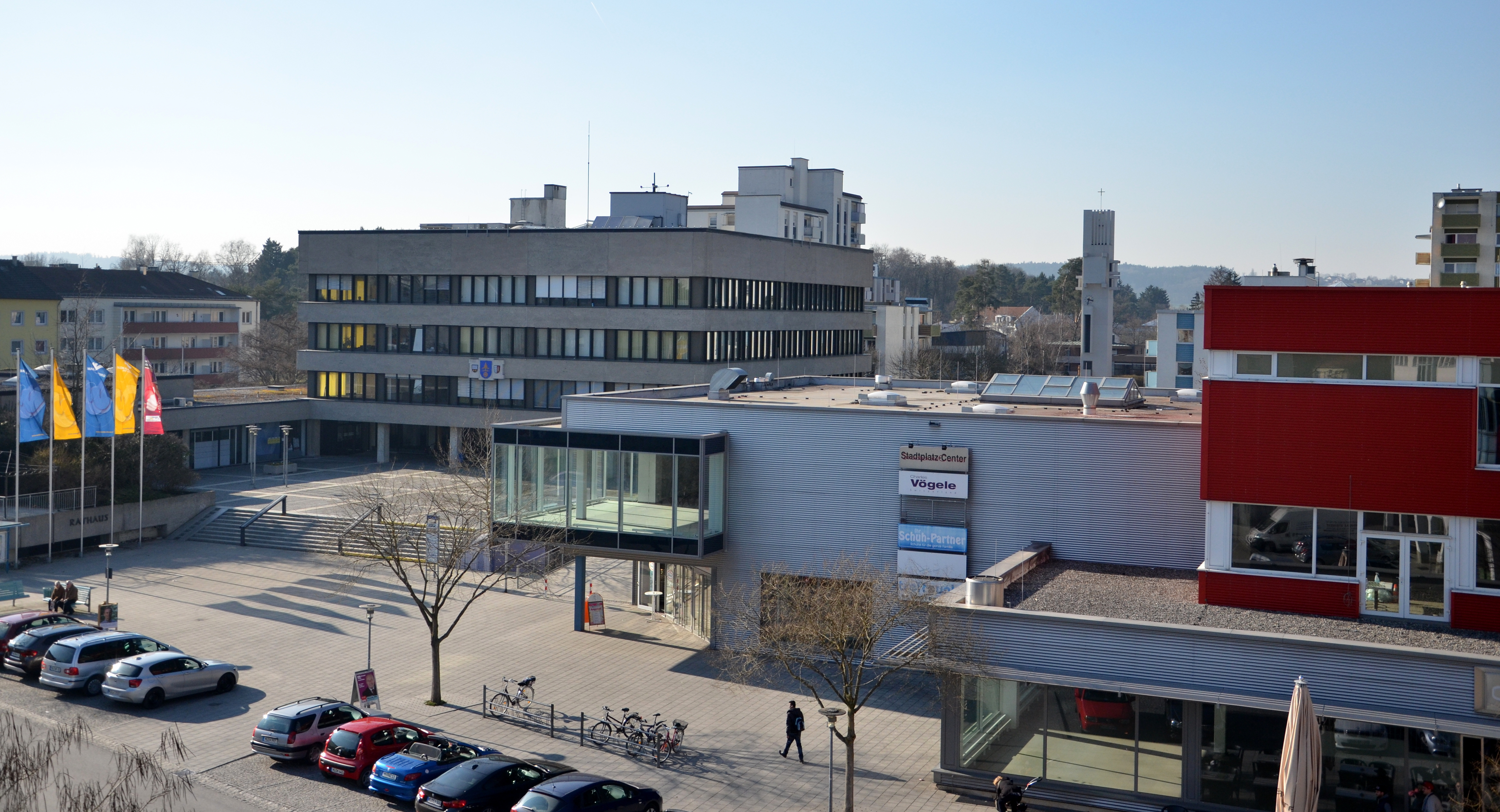
Stadhuis

Waldkraiburg heeft een oppervlakte van 21,53 km² en ligt in het zuiden van Duitsland. De plaats ligt aan de noordoever van de Inn, tegenover het zuidelijker gelegen Kraiburg am Inn.
Tot de gemeente Waldkraiburg behoort naast de gelijknamige stad het oude Maria-bedevaartoord, het parochiedorp Pürten, ten oosten van Waldkraiburg-stad. Naast het kerkdorpje Ebing (200 inwoners, ten oosten van Pürten) behoren nog 15 dorpjes, gehuchten en Einöden tot Waldkraiburg. Het totaal aantal officiële Gemeindeteile komt zodoende op 18.

## Infrastructuur

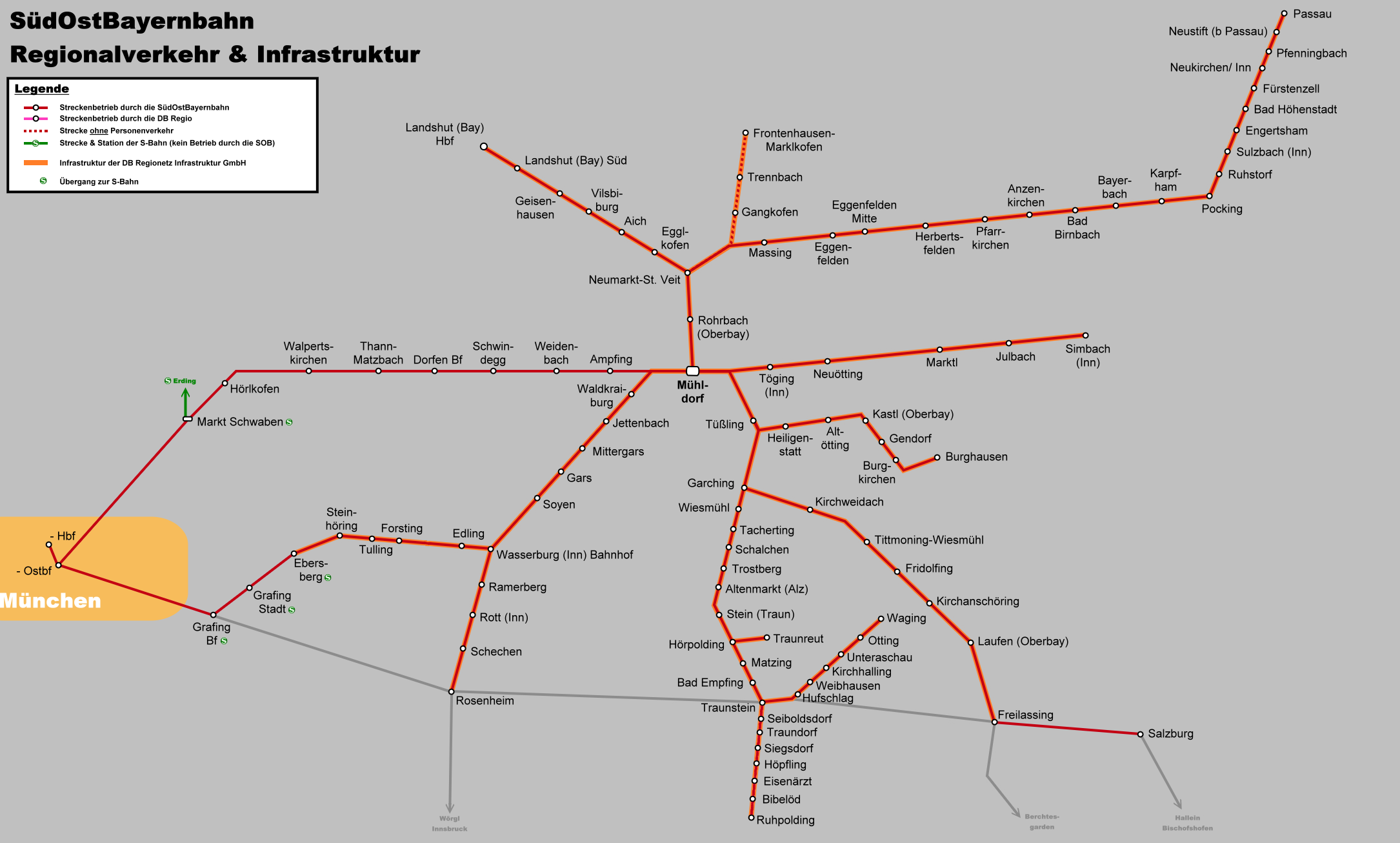
Spoorlijnen in de regio rondom Bahnhof Mühldorf (Oberbay)
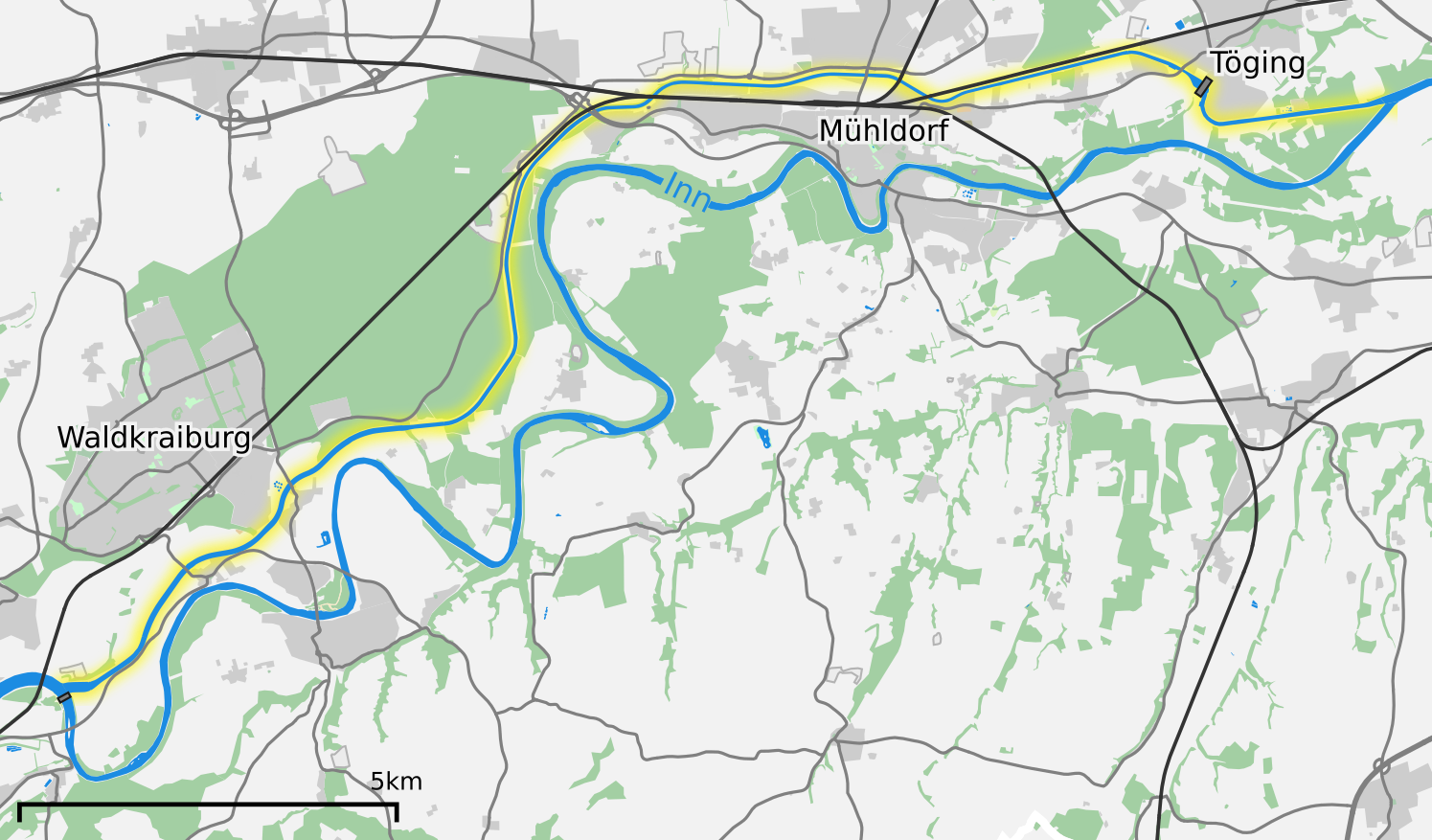
Het Innkanal van Jettenbach, linksonder, langs Waldkraiburg naar Töging am Inn

De stad ligt aan de Inn, die hier niet voor vrachtschepen bevaarbaar is. Ten noorden van de Inn is rond 1922 het Innkanal aangelegd. Dit dient uitsluitend voor regelmatige watertoevoer ten behoeve van de hydro-elektrische centrale Wasserkraftwerk Töging.
De belangrijkste verkeersader is de Autobahn A94 (afrit 18, direct ten zuiden van Ampfing en ten noorden van Waldkraiburg). Waar de A94 nog niet afgebouwd is, loopt de Bundesstraße 12 in west<>oost-richting.
Waldkraiburg heeft een station aan een spoorlijn, die de stad in oostelijke richting verbindt met Mühldorf, en in zuidwestelijke richting met Rosenheim , via Wasserburg am Inn (62 km totale lengte).

## Economie
Waldkraiburg ligt aan de westelijke rand van een, op de landkaart driehoekig, gebied in Beieren (Traunreut - Ampfing - Simbach), dat vanwege de aanwezigheid van chemische industrie Bayrisches Chemiedreieck wordt genoemd.
In Waldkraiburg zelf is een aantal niet onbelangrijke industrieën gevestigd. De belangrijkste in de stad gevestigde ondernemingen zijn:
- Kraiburg Holding (rubberen producten)
- Haldenwanger (keramische buizen en potten om in fabrieken bij zeer hoge temperaturen materialen te bewerken)
- MD Elektronik (kabels, stekkers e.d. voor in met name elektrische auto's).

## Geschiedenis

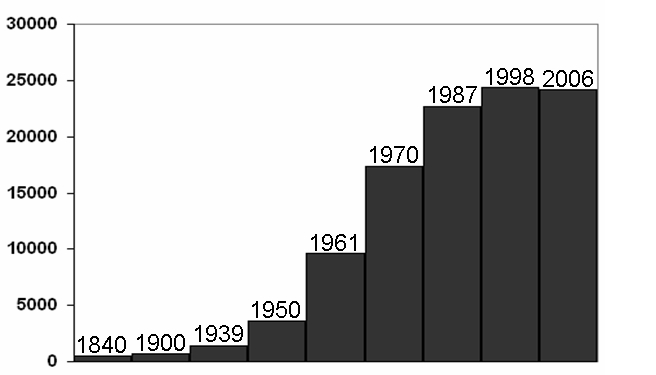
Bevolkingsstatistiek 1840-2006
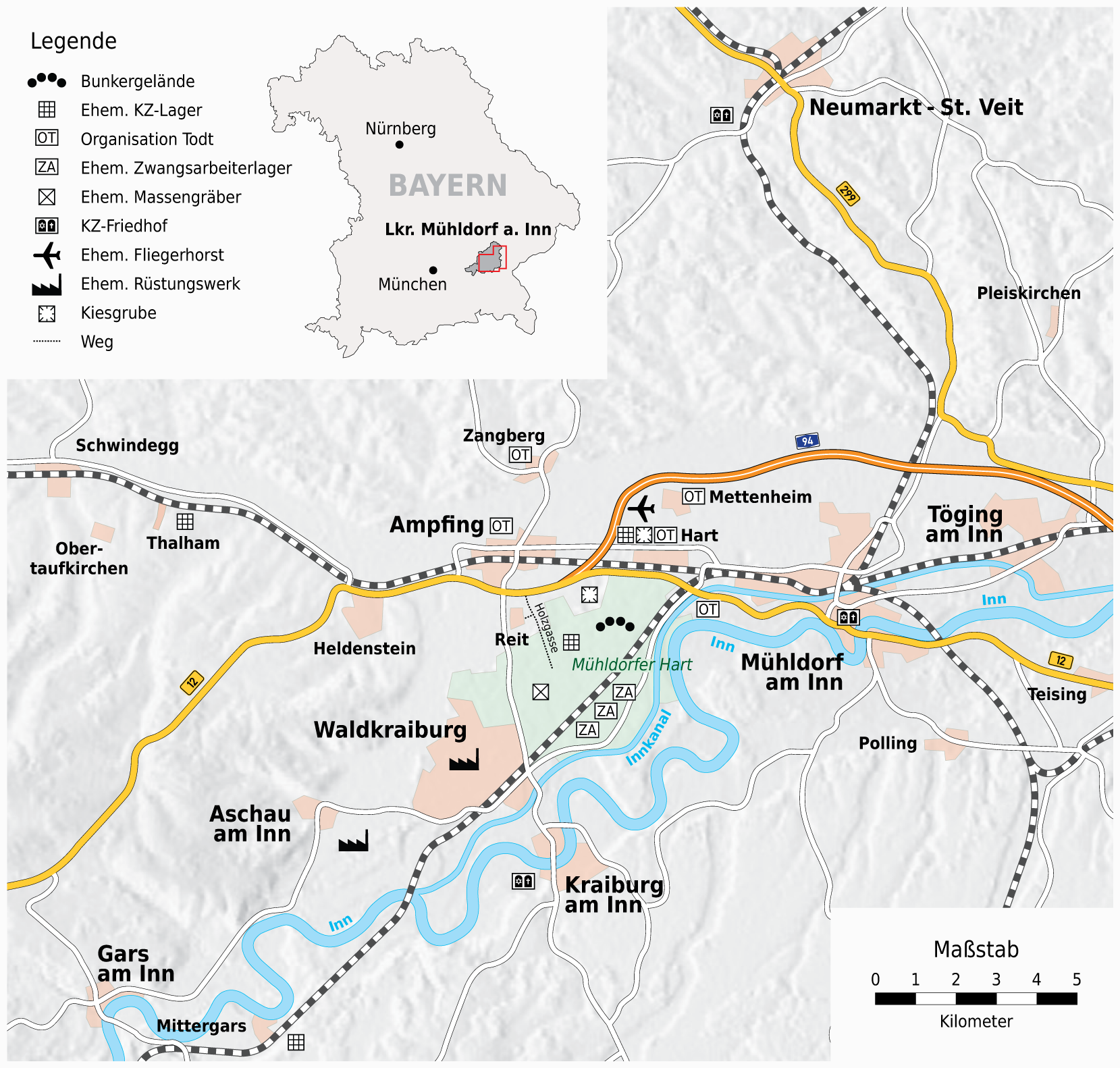
Ligging concentratiekampen rondom Mühldorf am Inn en Waldkraiburg

Vóór de 20e eeuw was hier alleen bos, weiland en een aantal boerendorpjes. In de 19e eeuw ontstond aan de zuidrand van het bos Mühldorfer Hart, dat ten oosten van Waldkraiburg ligt, en grotendeels een gemeentevrij gebied is, een spoorlijn en bij Kraiburg am Inn een station. In 1938 , ten tijde van Adolf Hitlers Derde Rijk, besloten de nazi's in dit gebied de chemische fabriek Werk Kraiburg op te richten. Hier werd o.a. munitie gefabriceerd, gedurende de Tweede Wereldoorlog ook in dwangarbeid door krijgsgevangenen en in Außenlager van concentratiekamp Dachau; zie ook: Mühldorf am Inn. Ter plaatse herinnert het museum Bunker 29 nog hieraan.
Na de oorlog kwamen talrijke barakken en andere noodwoningen leeg te staan. In 1947-1950 werd hier ten behoeve van zgn. Heimatvertriebene, Duitsers die in 1945 Pools en Tsjechisch geworden gebieden gedwongen verlaten hadden, de nieuwe stad Waldkraiburg gebouwd. De stad werd, mede dankzij allerlei steunmaatregelen in de jaren 1950 en 1960, steeds uitgebouwd en bereikte rond 1980 haar huidige omvang en inwonertal. Reeds rond 1952 bezat de plaats goede scholen en sportaccommodaties. In 1960 kreeg Waldkraiburg officieel stadsrecht. In 1964 kwamen er de nieuwe kerkgebouwen voor zowel rooms-katholieken als evangelisch-luthersen gereed.
In de nacht van 12 op 13 oktober 2023 gebeurde op de A94 bij de afrit naar Waldkraiburg een ernstig verkeersongeluk. Een busje met 23 inzittenden, dat op de vlucht was voor de politie, sloeg over de kop. Zeven mensen kwamen om het leven, verscheidene van de zestien andere passagiers van het busje raakten gewond. Vermoedelijk was er sprake van door mensensmokkelaars georganiseerde illegale immigratie.

## Bezienswaardigheden
De stad zelf wordt gekenmerkt door middelhoogbouw uit de jaren 1950-1975, waaronder veel sociale woningbouw. In de dorpjes en gehuchten rondom Waldkraiburg staan nog enige bezienswaardige, oude kerkjes en boerderijen.

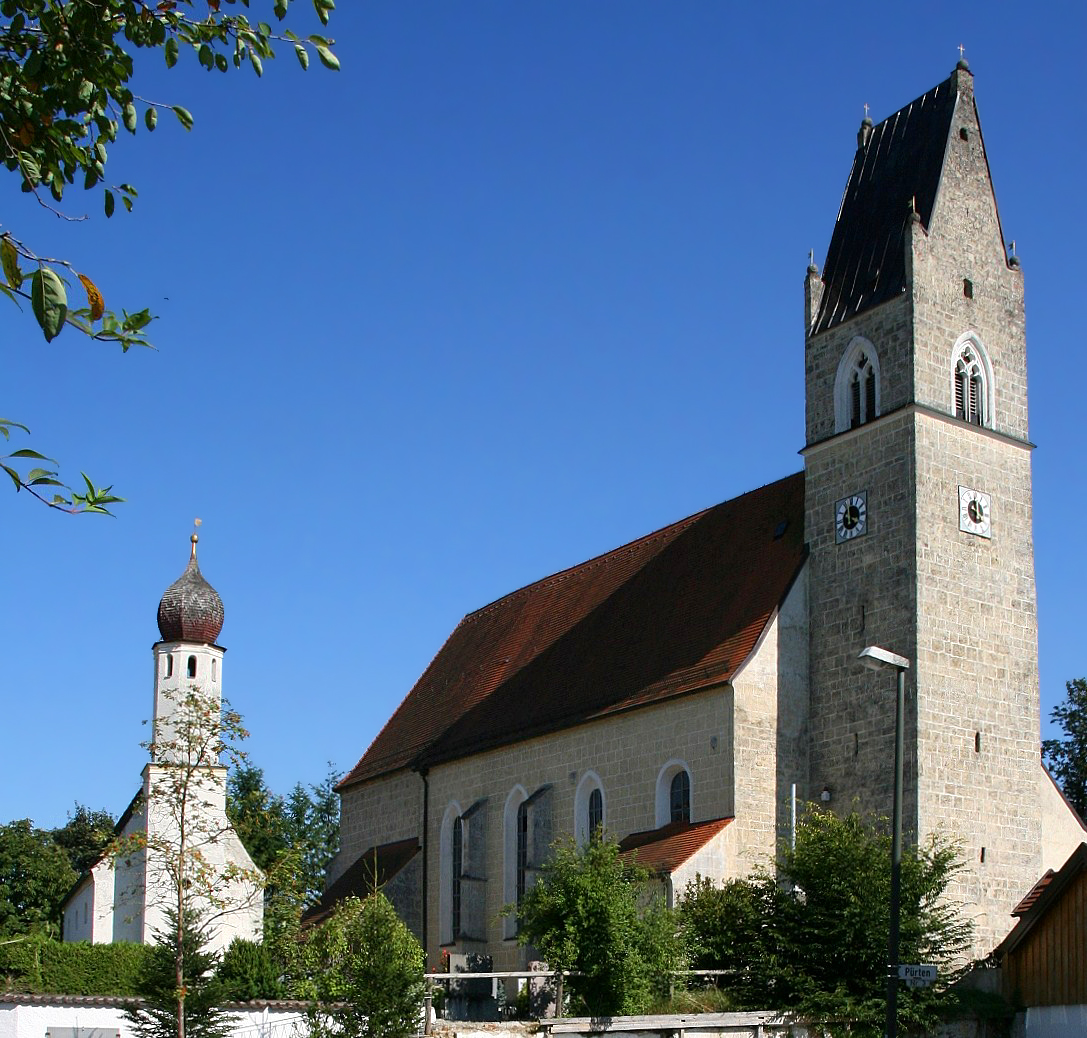
Bedevaartkerk O.L.V. Hemelvaart, Pürten
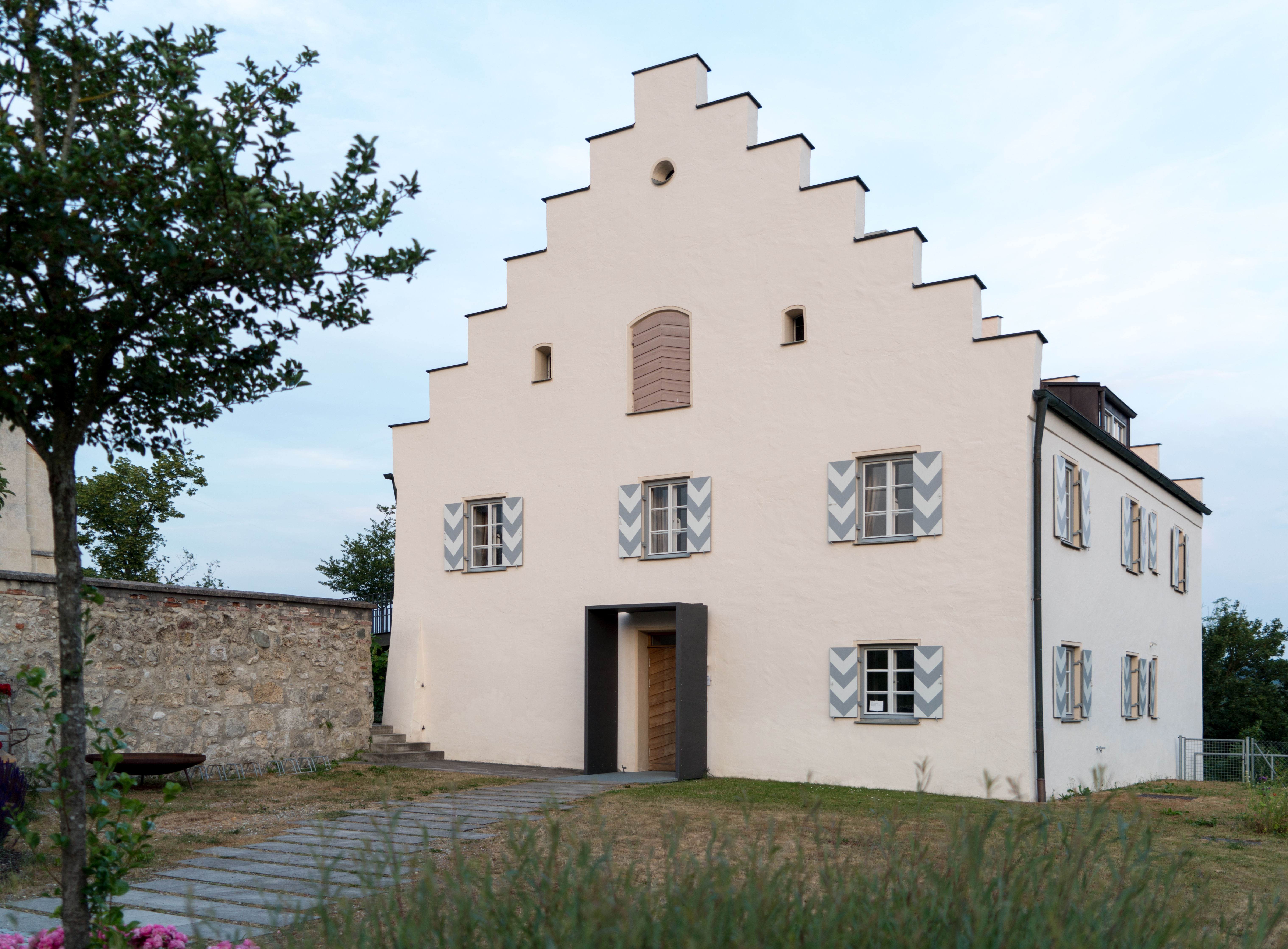
De pastorie bij deze kerk (16e-17e eeuw?)
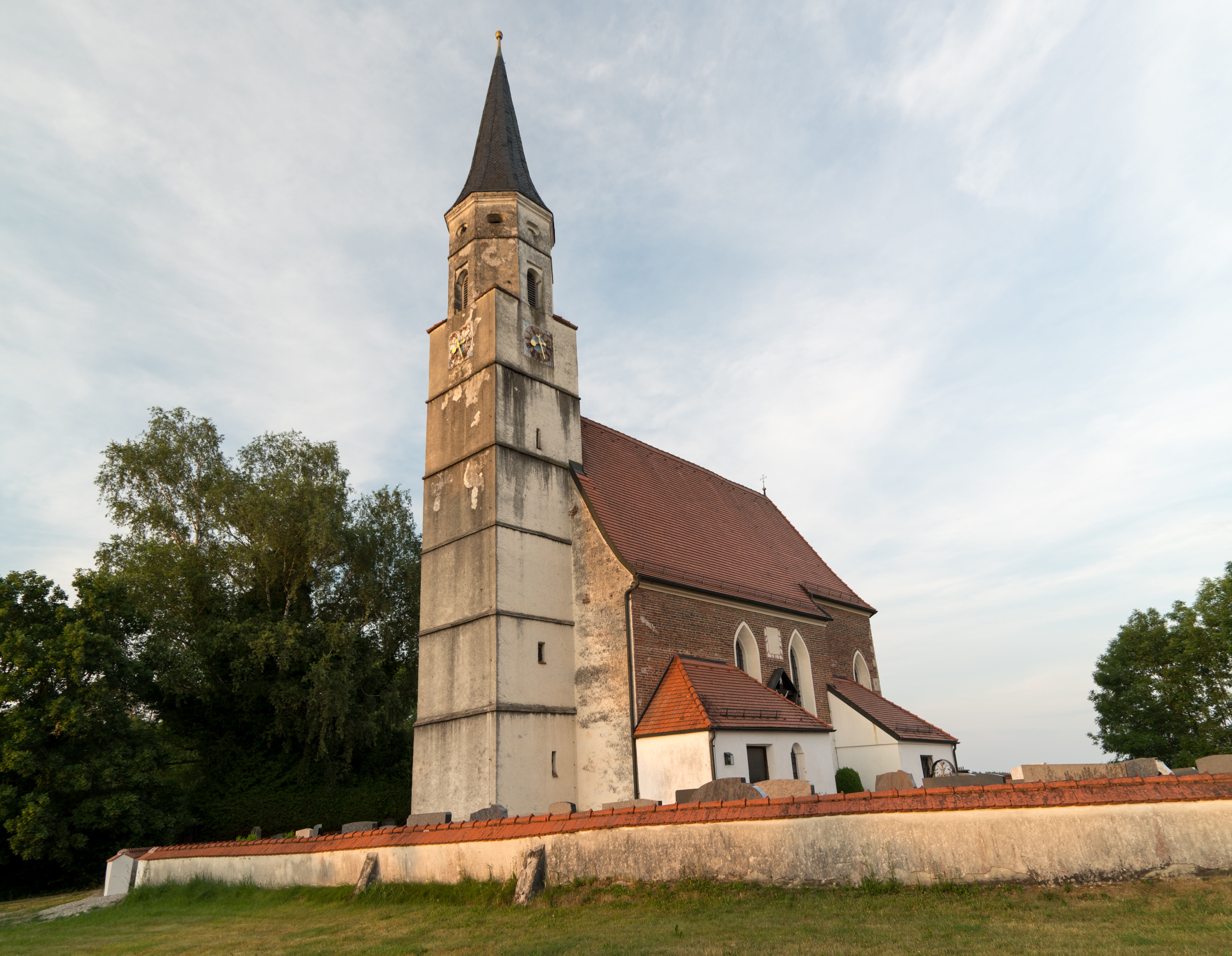
R.K. Sint-Maartenskerk, Ebing (15e-18e eeuw)
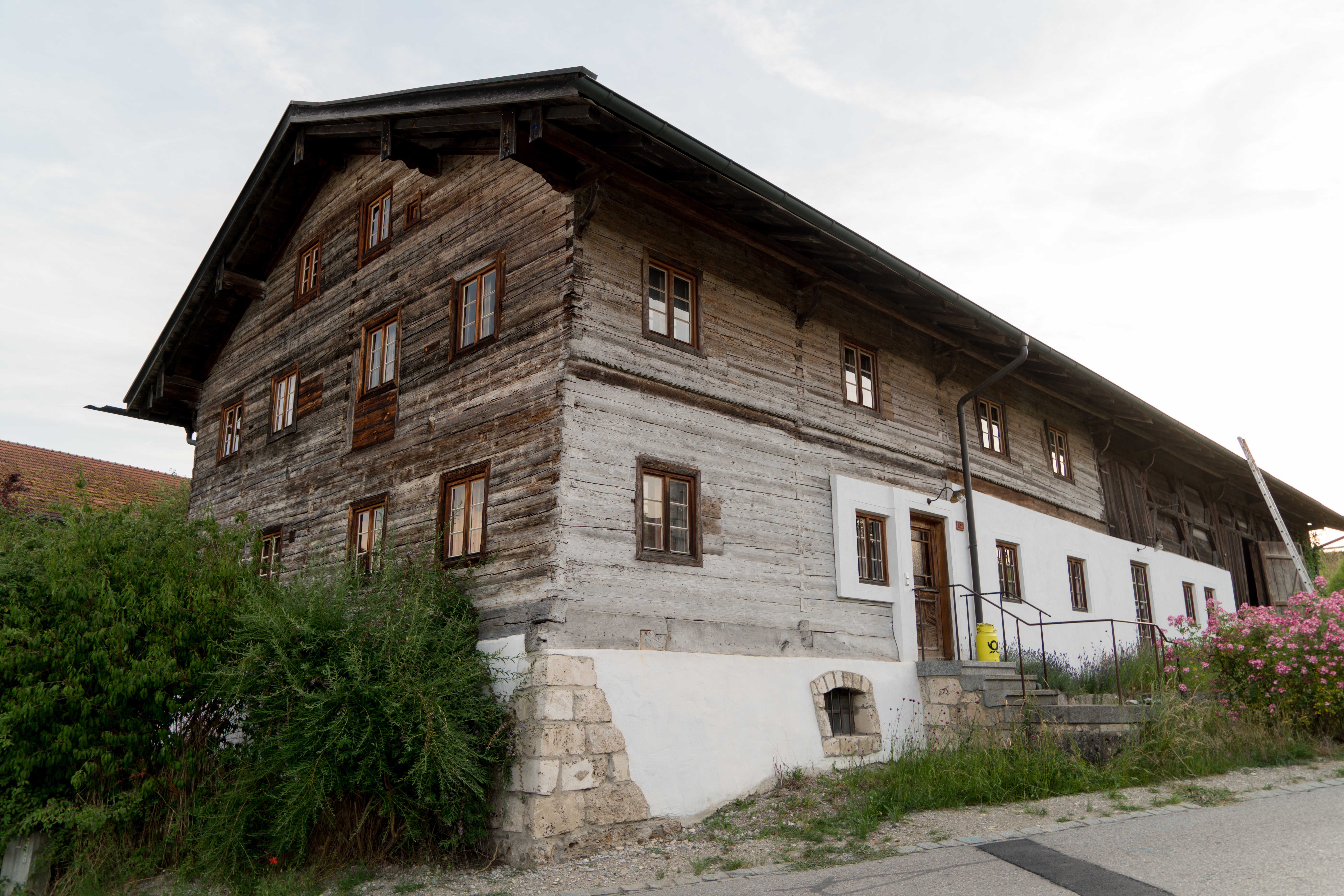
Monumentale Beierse boerderij (eind 18e eeuw), Ebing
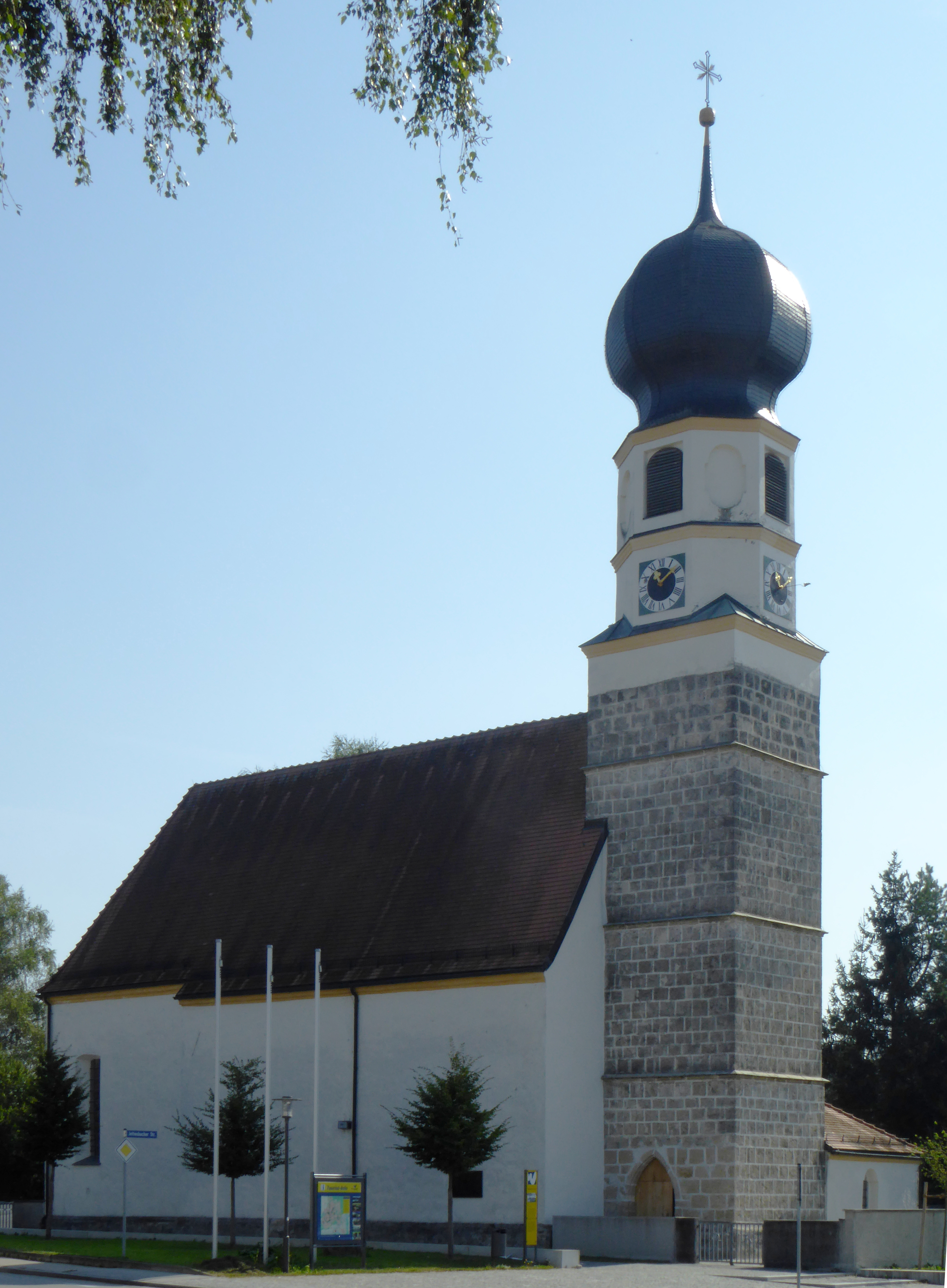
15e-18e-eeuws kerkje van St. Erasmus

## Bekende inwoners
- De bekende zanger Peter Maffay kwam hier in 1963 met zijn uit Zevenburgen, Roemenië, geëmigreerde ouders wonen, toen hij een ongeveer 14-jarige jongen was, en zette hier zijn eerste stappen op de weg van zijn muziekcarrière. Hij bleef er ongeveer tot 1968.
- Emilie Schindler is te Waldkraiburg begraven.

## Partnergemeente
Waldkraiburg onderhoudt sedert 1997 een jumelage met de Franse gemeente Sartrouville.
Ampfing ·
Aschau a.Inn ·
Buchbach ·
Egglkofen ·
Erharting ·
Gars a.Inn ·
Haag i.OB ·
Heldenstein ·
Jettenbach ·
Kirchdorf ·
Kraiburg a.Inn ·
Lohkirchen ·
Maitenbeth ·
Mettenheim ·
Mühldorf a.Inn ·
Neumarkt-Sankt Veit ·
Niederbergkirchen ·
Niedertaufkirchen ·
Oberbergkirchen ·
Oberneukirchen ·
Obertaufkirchen ·
Polling ·
Rattenkirchen ·
Rechtmehring ·
Reichertsheim ·
Schönberg ·
Schwindegg ·
Taufkirchen ·
Unterreit ·
Waldkraiburg ·
Zangberg